# نرتوپه
نرتوپه (به انگلیسی: Nartopa) یک منطقهٔ مسکونی در پاکستان است که در پنجاب واقع شده‌است. نرتوپه ۸٬۰۰۰ نفر جمعیت دارد.